# Dictyophorus
Dictyophorus is een geslacht van rechtvleugeligen uit de familie Pyrgomorphidae. De wetenschappelijke naam van dit geslacht is voor het eerst geldig gepubliceerd in 1815 door Thunberg.

## Soorten
Het geslacht Dictyophorus omvat de volgende soorten:
- Dictyophorus cuisinieri Carl, 1916
- Dictyophorus spumans Thunberg, 1787
- Dictyophorus griseus Reiche & Fairmaire, 1849
- Dictyophorus karschi Bolívar, 1904